# Reed Gusciora
Walter Reed Gusciora (sinh ngày 27 tháng 3 năm 1960) là một chính trị gia của Đảng Dân chủ Hoa Kỳ, từng là Thị trưởng của Trenton, New Jersey kể từ năm 2018. Trước đây ông đã phục vụ từ năm 1996 đến 2018 tại Đại hội đồng New Jersey, nơi ông đại diện cho Hội đồng Lập pháp Quận 15. Ông cũng từng là công tố viên cho thị trấn Lawrence. Ông đã đánh bại doanh nhân Paul Perez để trở thành Thị trưởng Trenton vào năm 2018, kiếm được 52% số phiếu trong cuộc bầu cử vào ngày 12 tháng 6 do không có ứng cử viên nào giành được ngưỡng 50% trở lên trong cuộc bầu cử ngày 8 tháng 5.

## Tuổi thơ
Gusciora sinh ra ở Passoms, New Jersey và lớn lên ở Jamesburg, nơi ông học trường công và tốt nghiệp Trường Trung học Jamesburg năm 1978. Ông nhận bằng B.A. từ Đại học Công giáo Hoa Kỳ (CUA) về Chính trị/Quan hệ Quốc tế và đã được trao bằng J.D. năm 1988 từ Trường Luật Đại học Seton Hall. Ông trong phần lớn cuộc đời trưởng thành của mình, là cư dân của Princeton Borough.
Năm 1995, Gusciora đánh bại Joseph Constance, cựu Chủ tịch quận Mercer và phó cảnh sát trưởng của Sở Cảnh sát Trenton, người đã nhận được hỗ trợ từ Hiệp hội Súng trường Quốc gia và vận động chống lại hiệp hội giáo viên của New Jersey. Vào thời điểm đó, đảng Cộng hòa đông hơn đảng Dân chủ từ 53 đến 27 trong Cơ quan Lập pháp New Jersey và Constance đã nhận được động lực của sự thay đổi của Nhà nước đối với chủ nghĩa Cộng hòa ôn hòa dưới thời Thống đốc nổi tiếng Christine Todd Whitman. Chiến thắng của Gusciora đã duy trì Lập pháp Quận 15 của New Jersey như một thành trì của đảng Dân chủ.